# بولدارك
بولدارك (بالانجليزية:poldark) هي سلسلة من الروايات التاريخية للكاتب وينستون غراهام، تم نشرها من عام 1945 إلى 1935 وبعدها استمر نشرها من عام 1973 وحتى 2002. هذه السلسلة تحتوي على اثنتي عشرة رواية. تمت كتابة أول سبع روايات منها في القرن الثامن عشر وانتهت في عيد الميلاد(بالانجليزية:Christmas)عام 1799 ، وتتعلق الروايات الخمس الباقية بالسنوات الأولى للقرن التاسع عشر، وحياة أحفاد الشخصيات الرئيسية للروايات السابقة. كتب غراهام أولى أربعة كتب البولدارك خلال الأربعينات والخمسينات من القرن الماضي. وبعد انقطاع طويل، قرر مواصلة كتابة السلسلة ونشر القمر الأسود (بالإنجليزية: The Black Moon) في عام 1973.
روس بولدارك، الذي يعد الشخصية الرئيسية في الرواية، هو ضابط بالجيش البريطاني. في طريق عودته من حرب الاستقلال الأمريكية إلى دياره في كورنوال(بالإنجليزية: كورنوال)، يجد نفسه متفاجئا أمام خطيبته إليزابيث تشينويث التي قد ظنت أنه راح ضحية الحرب، وها هي الآن تتهيأ للزواج من ابن عمه فرانسيس بولدارك. فيحاول روس استعادة ثرواته عن طريق العمل في مناجم القصدير المهجورة لعائلته. وبعد مضي عدة سنوات، يقرر الزواج من ديملزا كارن، وهي فتاة فقيرة تعمل خادمة، وتدريجيا يتصالح مع خسارته لحب إليزابيث.
لقد تبنت البي بي سي (بالإنجليزية: بي بي سي)، هيئة الإذاعة البريطانية هذه السلسلة من أجل إنتاج مسلسل تلفزيوني مرتين: بولدارك، الذي تم بثه في عامي 1975 و1977، وإصدار جديد، بولدارك، الذي تم عرضه لأول مرة في عام 2015.

## روايات بولدارك
تحمل ترجمة جميع الروايات عنوان فرعي وهو: رواية كورنوال. وفسر غراهام في مقدمة  ذا بلاك موون القرار الذي اتخذه من أجل إحياء السلسلة بعد عقدين من الانقطاع.[بحاجة لمصدر]
| الترتيب | العنوان               | السنوات المتضمنة | أول سنة للنشر |
| ------- | --------------------- | ---------------- | ------------- |
| 1       | روس بولدارك           | 1783-87          | 1945          |
| 2       | ديملزا                | 1788-90          | 1946          |
| 3       | جيريمي بولدارك        | 1790-91          | 1950          |
| 4       | وارليغان              | 1792-93          | 1953          |
| 5       | ذا بلاك موون          | 1794-95          | 1973          |
| 6       | ذا فور سوانس          | 1795-97          | 1976          |
| 7       | ذا أنجري تايد         | 1798-99          | 1977          |
| 8       | ذا سترينجر فروم ذا سي | 1810-11          | 1981          |
| 9       | ذا ميلرس دانس         | 1812-13          | 1982          |
| 10      | ذا لوفنج كوب          | 1813-15          | 1984          |
| 11      | ذا تويستد سوورد       | 1815             | 1990          |
| 12      | بيلا بولدارك          | 1818-20          | 2002          |

## الشخصيات الرئيسية

### روس بولدارك
يعد روس بولدارك بطل السلسلة. ويصرح غراهام في سيرته الذاتية أن شخصية روس تقوم بشكل جزئي على شخصية طيار مقاتل قد التقى به خلال فترة الحرب العالمية الثانية. في الرواية الأولى من السلسلة، يدرك روس بولدارك بعد عودته إلى دياره من حرب الاستقلال الأمريكية، أن حبيبته إليزابيث قد تخلت عنه ظنا منها أنه توفي في الحرب. وقد وعدت ابن عمه الذي يدعى فرانسيس بالزواج منه. أصبحت حياة روس كئيبة، وباتت شخصيته كئيبة وعميقة حينما أخذ على عاتقه الاهتمام بممتلكات والده المتوفي التي تتضمن منجم نحاس غير مثري. بعدما خسر حبيبته إليزابيث بسبب زواجها من فرانسيس، قرر الزواج من ديملزا، وهي سيدة كان قد استأجرها أصلا لتعمل خادمة لديه. ثم رزقا بطفلة تدعى جوليا. وخلال السنوات العشرين التي أقبلت بعدها، رزقا بأربعة أطفال آخرين وهم: جيريمي وكلووانس وازابيلا روز وهينري.

### ديملزا بولدارك، ني كارن
حظيت ديملزا، ابنة أحد عمال المناجم، وكلبها جاريك ببداية لا تبعث على التفاؤل حينما أخذها روس من ريدروث فير. إلا أنها سرعان ما تغيرت نحو الأحسن فأصبحت امرأة شابة وجذابة ومرحة وجميلة، واستطاعت الفوز بمودة روس في نهاية المطاف. إن غموض ديملزا هو ما جعلها مختلفة تماما عن إليزابيث التي تتسم بشخصية ضعيفة. وكلتاهما حذرتان من بعضهما البعض، ولكن مهذبات سلوكيا تجاه بعضهما. وتظهر ديملزا الشجاعة والولاء الشديد لروس ولكنها مندفعة إلى حد ما، وهذا ما يسبب المشاكل لكلاهما.

### دوايت اينيس
هو طبيب شاب يصل إلى مدينة كورنوال بعد تدريبه في لندن. بادر بتوطيد علاقة ودية راسخة مع روس، ومع مضي الوقت أصبحت علاقة قوية ودائمة. دوايت طبيب حي الضمير وكريم، فهو لا يتقاضى مالا مقابل تقديم خدماته لأفقر مرضاه. يجد نفسه متورطا مع زوجة شابة لأحد عمال المناجم ويؤدي به الأمر إلى نتائج مأساوية، وفي نهاية المطاف يتزوج من امرأة شابة ترث ثروة هائلة وتدعى: كارولين بينفينن.

### كارولين اينيس، ني بينفينن
هي فتاة يتيمة أخذها عمها الثري راي وتكفل بتربيتها. بادرت بإقامة علاقة حميمة مع دوايت اينيس، حيث كانت سيدة قوية العزيمة ومستقلة بذاتها. وكانت تلك العلاقة تخالف رغبات عمها راي. وتكللت علاقتها بدوايت بخطة كارثية للهرب. وقد تزوجا بعد سنوات عدة، فور خروجه من معسكر اعتقال في فرنسا. كانت ابنة كارولين واينيس الكبرى، التي تدعى سارة، تعاني من عيب خلقي في القلب، وفارقت الحياة في سن الرضاعة. ولكنهما رزقا بعدها بطفلتين وهن: صوفي وميليورا.

### إليزابيث وارليغان، إليزابيث بولدارك سابقا، ني تشينويث
لقد كانت حبيبة روس بولدارك الأولى، وكان هوأيضا حبيبها على الأرجح. ولكنها تزوجت ابن عمه الذي يدعى فرانسيس، ظنا منها أنه قد توفي في أمريكا. إليزابيث سيدة مرهفة الإحساس وجميلة، لطالما سعت لتكون زوجة وفية لفرانسيس إلا انها وجدت زواجها منه في طريقه للفشل بسبب إدمان فرانسيس بالكحوليات، وهذا ما أدى لانعدام الأمان والإخلاص في علاقتهما. عانت إليزابيث الفقر والوحدة بعد وفاة فرانسيس، وفي النهاية قبلت جورج وارليغان زوجا لها.

### جورج وارليغان
يعد العدو اللدود لروس، وينتمي لفئة جديدة من رجال الصناعة وأصحاب البنوك. على الرغم من نظر الطبقة الأرستقراطية له بصفته مجرد مبتدئ، إلا أنه ازداد قوة ازديادا عظيما. ولطالما كان يظهر بحلة أنيقة ويتصرف بلباقة وأدب. ودائما ما يخطط لزيادة ثروته على حساب الآخرين بمن فيهم آل بولدارك. يجد نفسه متيما بإليزابيث، ويتزوجها بعد وفاة زوجها فرانسيس.

### فرانسيس بولدارك
لدى فرانسيس، وهو ابن عم روس، ميل إلى الثرثرة إلا أنه يملك مشاعر صارمة وعنيدا للغاية. لقد كانا أصدقاء بوصفهما فتيان، ولكن سرعان ما تغيرت علاقتهما إلى حد كبير حينما تزوج فرانسيس إليزابيث التي كانت حبيبة روس. حيث ترتبت اثر هذا الأمر عواقب مستديمة عليهم جميعا.

### فيريتي بلامي، ني بولدارك
هي شقيقة فرانسيس وابنة عم روس، وصفت بأنها فتاة بسيطة ذات شعر منفوش وفم ثرثار. لقد كانت ابنة مطيعة وبقيت غير متزوجة، حيث قضت حياتها بالاهتمام بشؤون والدها تشارلز بولدارك وممتلكاته. التقت بأندرو بلامي، وهو قبطان بحري، ووقعت في حبه. ولكن للأسف كان أندرو بلامي يخفي سر فظيع سرعان ما انكشفت حقيقته، فخسرت فيريتي فرصة سعادتها.

### القس أوسبورن ويتوورث
يتجلى أوسبورن ويتوورث باختصار في السلسلة الأولى من روايات بولدارك، ولكنه يبرز بوضوح في السلسلة الثانية حينما يتزوج مورونيا تشينويث، التي تنتمي في الحقيقة إلى دريك كارن. تكمن اهتمامات ويتوورث الرئيسية في المال والنساء. وهو رجل مغرور وحاد الطباع. لطالما كان يلقي الخطب والمواعظ، التي كانت مرعبة أكثر من كونها ملهمة، لأبرشيته. وحينما عانى الحرمان من العلاقة الجنسية مع زوجته خلال فترة حملها، أقام علاقة غير شرعية مع أختها رويلا التي كانت تبلغ من العمر حينئذ 15 عام.

## الإنتاجات التلفزيونية للروايات
- تبنت البي بي سي أول سبعة كتب من هذه السلسلة الروائية باسم بولدارك ، وهو مسلسل تلفزيوني تم بثه لأول مرة في عام 1975 ، وعرض مرة ثانية في عام 1977 . لقد مثل روبن إليس دور شخصية روس، وظهرت أنغاراد ريس بدور شخصية ديملزا.
- في عام 1996 ، أنتجت قناة أتش تي في (بالإنجليزية: HTV) حلقة تجريبية مأخوذة عن رواية ذا سترينجر فروم ذا سي وأثارت هذه الحلقة الكثير من الجدل حيث كان لهذه الرواية معجبيها. ولكن بسبب قيام ممثل جديد يدعى جون بو بتمثيل دور شخصية روس بولدارك، والممثلة ميل مارتن بتمثيل دور شخصية ديملزا، اعترض المعجبين واعتصم أكثر من خمسين شخصا أمام المقرات الرئيسية لقناة HTV في بريستول، مرتدين أزياء القرن الثامن عشر.[4] تكللت الحلقة التجريبية بالفشل ولم تعرض بعدها أي حلقات أخرى.
- لقد بثت البي بي سي مسلسل تلفزيوني جديد في عام 2015 مقتبس من هذه السلسلة الروائية، ومجددا كان المسلسل بعنوان بولدارك . مثل أيدان تورنر دور الشخصية الرئيسية، ومثلت إلينور توملينسون دور شخصية ديملزا.[5] كما هو الحال لدى المسلسل الأصلي الذي عرضته البي بي سي في عام 1975، أخذت شبكة البي بي إس (بالإنجليزية: بي بي إس) هذا المسلسل الجديد ليتم عرضه في الولايات المتحدة.

## الأشخاص الذين ألهموا شخصيات الرواية
- يذكر غراهام في سيرته الذاتية: مذكرات رجل خاص، أنّ شخصية ديملزا مبنية جزئيا على شخصية زوجته الكورنية (بالإنجليزية: كورنيون)التي تدعى جين.[6]

- يصرح غراهام في روايات كورنوال(بالإنجليزية: كورنوال) أنّ أول طفلة في الحياة الواقعية تحمل اسم ديملزا، نسبة إلى ديملزا المذكورة في روايته، هي ابنة أحد الكتاب البريطانيين، ويدعى فال بيكر.
- في روايات بولدارك، يكشف غراهام حقيقة اسم «بولدارك» ويقول أن الاسم ما هو إلا نتاج مخيلته، حيث إنه في البداية، أطلق على الشخصية مسمى بولجرين نسبة إلى صديقه الكيميائي الذي يدعى بولجرين. إلا أن هذا المسمى لم يكن قويا وغامضا بما يكفي ليعطي الشخصية حقها من الشهرة، لذلك قام بتغييره من بولجرين إلى بولدارك.[بحاجة لمصدر]
- إن خصائص بولدارك البدنية مبنية على الخصائص البدنية لأحد ضباط الطيران الجرحى، الذي التقى به على متن قطار خلال فترة الحرب العالمية الثانية. [بحاجة لمصدر]

- من المحتمل أن تكون شخصيات الأخوان (سام [7] ودريك [8])، الذين هم من قبيلة كارن، مبنية على شخصيات رواد ميثوديسم جون وتشارلز ويسلي.

## إشارات إلى أحداث تاريخية وأماكن حقيقية
يقول غراهام في سيرته الذاتية أن هنراونا هو بيرانبورث ذاته.
في كل دقيقة تمر، كانت تعد الكثير من الأبحاث حول الروايات التي ألفها غراهام، وكانت العديد من الأحداث المذكورة في كتبه مبنية على أحداث واقعية.[بحاجة لمصدر]
ومن أمثلة هذه الأحداث:
- قصة الفيزيائي (الطبيب اينيس)الذي استدعي ليعالج كلب كارولين بينفينن.[بحاجة لتوضيح]

- حادثة عظمة السمكة التي علقت بحلق كارولين، وجعلتها تظن أنها أصيبت بالتهاب يدعى التهاب الحلق النتن (بالإنجليزية: putrid throat). فيتم استدعاء الطبيب اينيس ليخرج العظمة من حلقها ويعالجها.[بحاجة لتوضيح]

- رواية بولدارك الخامسة «القمر الأسود» التي كتبت في عامي 1794 و1795 . ظهر خسوف كلي للقمر، (بالإنجليزية: خسوف القمر)وكان واضحا من المملكة المتحدة في تاريخ 14 فبراير 1794.[10] ومن المحتمل أن يكون هذا العنوان (القمر الأسود) مستلهم من هذه الظاهرة الفلكية.

## تاريخ النشر
- تم نشر أول رواية من روايات روس بولدارك في المملكة المتحدة في عام 1945 . وبعد إعادة نشرها في الولايات المتحدة في عام 1951، وضع لها عنوان آخر وهو «الخائن» (بالانجليزية:The Renegade). وتم اختصارها إلى حد كبير بنسبة تقارب 12% . ومنذ ذلك الوقت، صدرت معظم الإصدارات بالصيغة المختصرة والنص المعدل.[11]
- تم نشر الرواية الثانية التي تحمل عنوان (ديملزا) في المملكة المتحدة في عام 1946 . وبعد إعادة نشرها في الولايات المتحدة في عام 1953 ، اختصرت الرواية إلى حد كبير بنسبة 14% ، ومنذ ذلك الوقت صدرت معظم الإصدارات بالصيغة المختصرة.[11]

## روابط خارجية
- الموقع الرسمي
- Poldark (1996) في قاعدة بيانات الأفلام على الإنترنت